# Mateu Fletxa el Vell
Mateu Fletxa el Vell (kat.: ‚der Ältere‘), auch (span.): Mateo Flecha el Viejo (* 1481 in Prades; † 1553 in Poblet) war ein Komponist aus dem Königreich Aragón. Große Bedeutung hatte er für die Entwicklung einer eigenständigen spanischen Musikform, der Ensalada. 
Seine Lehrjahre verbrachte er beim Meister Joan Castelló. Im Jahre 1523 wurde er zum Kapellmeister der Kathedrale von Lleida ernannt und schließlich unterrichtete er sogar die Töchter von Kaiser Karl V., Maria und Johanna.
Seine bedeutendsten Werke sind die Ensaladas (El jubilata, El fuego, La bomba, La negrina, La guerra und La justa) und einige populäre Musikstückchen, sogenannte Villancicos. 
Er starb 1553 als Zisterziensermönch im Kloster Poblet. 
Sein Neffe, Mateu Fletxa el Jove (‚Mateu Fletxa der Jüngere‘; 1530–1604), ein Musiker mit internationaler Erfahrung, der einige bedeutende Sammlungen von Musik der Renaissance zusammenstellte, machte seine Musik bekannt und sorgte für ihren Erhalt.